# Fogo Sagrado

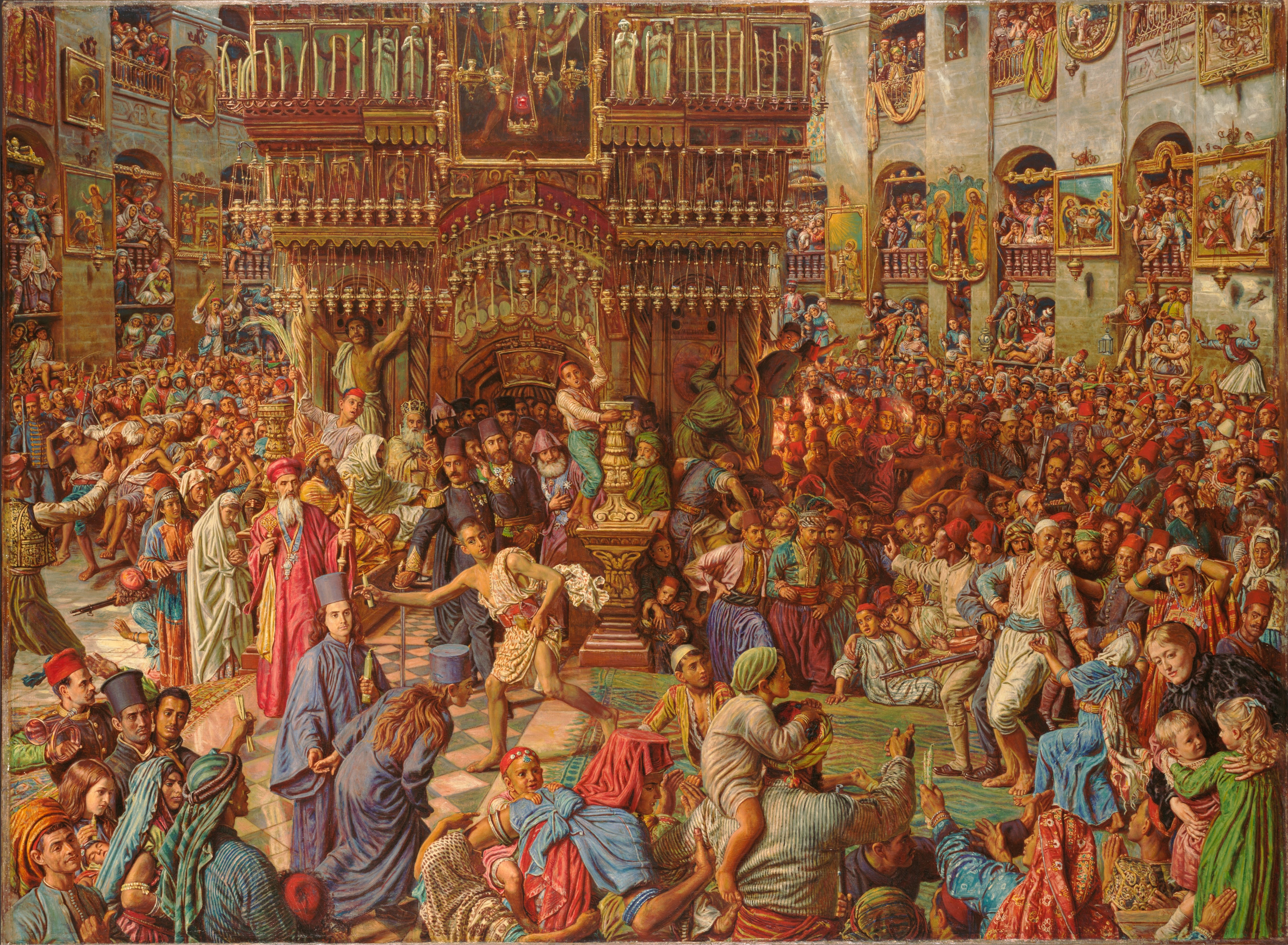
Milagre do Fogo Sagrado.
Por William Holman Hunt.

O Fogo Sagrado (em grego:  Ἃγιον Φῶς) - "Luz Sagrada") é descrito pelos cristãos ortodoxos como um milagre que ocorre todos os anos na Igreja do Santo Sepulcro em Jerusalém, no Grande Sábado - ou Sábado Santo, o dia que antecede a Páscoa na Igreja Ortodoxa. Este evento é considerado por muitos escritores como o mais antigo milagre anual atestado no mundo cristão. Ele tem sido consecutivamente documentado desde 1106, com referências esporádicas antes disso. A cerimônia é transmitida ao vivo para a Geórgia, Grécia, Ucrânia, Rússia, Romênia, Bielorrússia, Bulgária, Chipre, Líbano e para outros países de tradição ortodoxa, como o Egito. Além disso, o Fogo Sagrado também é levado diretamente para vários desses países anualmente por meio de voos especiais e é recebido com honras pelos governantes.

## Descrição
No dia apropriado, ao meio dia, o patriarca grego ortodoxo inicia uma procissão solene e grandiosa, juntamente com os membros do clero, cantando hinos. O grupo marcha três vezes em volta do Santo Sepulcro. Uma vez terminada, o patriarca ou outro arcebispo ortodoxo recita uma oração específica, remove suas roupas litúrgicas e entra sozinho no sepulcro. Antes de entrar no túmulo de Jesus, o patriarca é examinado por autoridades israelenses judaicas para provar que ele não carrega consigo nenhum meio artificial para acender o fogo. Esta investigação costumava ser executada por soldados turcos otomanos. Os arcebispos da Igreja Apostólica Armênia permanecem na ante-câmara, onde o anjo do Senhor estava sentado quando ele apareceu para Maria Madalena após a ressurreição de Jesus. A congregação em seguida canta o Kyrie eleison ("Senhor tenha misericórdia") até que o Fogo Sagrado espontaneamente  desça sobre as trinta e três velas brancas amarradas juntas pelo patriarca no período que ele permaneceu sozinho dentro do túmulo de Jesus. O patriarca então sai do túmulo e recita algumas orações antes de acender ou as 33 ou as 12 velas e as distribui para a congregação. O fogo é considerado pelos fiéis como sendo a chama do poder da ressurreição e também o da sarça ardente no Monte Sinai.
Peregrinos alegam que o Fogo Sagrado não queima o cabelo, face, roupas ou qualquer outra coisa durante os primeiros trinta e três minutos a partir de sua aparição.
O patriarca Diodoro de Jerusalém descreveu o processo da descida do Fogo Sagrado da seguinte forma:
| “ | Eu passei pela escuridão até a câmara interna e caí de joelhos. Lá, eu recitei algumas orações que chegaram nos foram passadas através dos séculos e, tendo-as dito, esperei. Algumas vezes, por alguns minutos, mas normalmente o milagre acontece imediatamente após eu ter recitado as orações. Do centro da pedra na qual Jesus esteve deitado uma luz indescritível aparece. Ela geralmente tem um tom azulado, mas a cor pode mudar e tomar diversas outros padrões. Ela não pode ser descrita em termos humanos. A luz sai da pedra como uma bruma que sobe de um lago, quase como se a pedra estivesse coberta por uma núvem úmida, mas de luz. Esta luz se comporta de maneira diferente a cada ano. Algumas vezes, ela cobre apenas a pedra, enquanto que em outras, ela ilumina o sepulcro todo, de forma que as pessoas que estão do lado de fora do túmulo e olham para dentro deles o virão cheio de luz. A luz não queima. Eu jamais queimei a minha barba nos 16 anos que eu fui patriarca em Jerusalém e recebi o Fogo Sagrado. A luz é de uma consistência diferente do fogo normal que queima numa lâmpada de óleo. A certo ponto, a luz sobe e forma uma coluna na qual o fogo é de uma natureza diferente, de tal forma que eu sou capaz de acender as minhas velas nele. Quando eu termino de receber a chama desta forma em minhas velas, eu saio e entrego o fogo primeiro para o patriarca armênio e depois para o copta. Depois, para todos os presentes na igreja | ” |

## História
O Fogo Sagrado foi mencionado pela primeira vez pelo peregrino Bernardo, o Monge, em 870. Uma descrição detalhada do fenômeno aparece no diário de viagem do hegúmeno russo Daniel, que esteve presente na cerimônia em 1106. Ele menciona uma incandescência azulada descendo da cúpula da edícula onde o patriarca esperava pelo Fogo Sagrado. Alguns alegam ter testemunhado essa incandescência nos tempos modernos.
Por muitos séculos, o Fogo Sagrado não desceu apenas em algumas ocasiões específicas, geralmente quando sacerdotes não ortodoxos tentaram obtê-lo. De acordo com a tradição, em 1099, por exemplo, a falha dos cruzados em obtê-lo provocou revoltas pelas ruas de Jerusalém [carece de fontes?]. Alega-se também que, em 1579, o patriarca armênio Hovhannes I de Constantinopla rezou dia e noite para obter o Fogo Sagrado, mas um raio atingiu milagrosamente uma coluna perto da entrada e acendeu a vela do patriarca grego ortodoxo de Jerusalém Sofrônio IV, que estava por ali. Até hoje, ao entrar no templo, os cristãos ortodoxos abraçam esta coluna que contém as marcas - e uma grande rachadura - que eles atribuem ao raio.
Em 1969-1970, o patriarca grego ortodoxo de Jerusalém Benedito introduziu um calendário juliano revisado a pedido do Concílio Mundial das Igrejas, baseado em Genebra, que mudou o cômputo da data deste evento. No mesmo ano, o Fogo Sagrado não apareceu no Santo Sepulcro. A cronologia esclesiástica original foi imediatamente restaurada e Fogo Sagrado voltou a aparecer no anos seguinte e desde então.
Em 3 de maio de 1834, a igreja estava tão lotada que um pânico provocou a morte de quatrocentas pessoas, sendo que o governador Ibrahim Paxá só sobreviveu porque os seus guardas cortaram o caminho com espadas, como reportado por Robert Curzon.
Em 26 de abril de 1856, James Finn assistiu peregrinos gregos lutando contra os armênios com pedras e paus escondidos previamente. O paxá teve que ser carregado para fora antes que seus soldados atacassem com as baionetas em posição de ataque.

## Críticas
O viajante otomano Evliya Celebi alegou que um jarro de zinco com nafta foi descido através de uma corrente por um monge escondido.
Edward Gibbon de forma mordaz sobre o evento no último volume de sua História do Declínio e Queda do Império Romano:
| “ | Esta fraude piedosa, elaborada pela primeira vez no século IX, foi devotamente celebrada pelos cruzados latinos e é anualmente repetida pelos clero das seitas grega, armênia e copta, que a impõem sobre os crédulos espetadores em benefício próprio e dos seus tiranos | ” |

Alguns gregos criticaram o Fogo Sagrado, como Adamantios Korais, que condenou o que ele considera como uma fraude religiosa em seu tratado "On the Holy Light of Jerusalem" ("Sobre a Luz de Jerusalém"). Ele se referiu ao evento como uma "maquinação de padres fraudulentos" e à "profana" luz de Jerusalém como o "milagre dos aproveitadores".
Em 2005, numa demonstração ao vivo na televisão grega, Michael Kalopoulos, autor e historiador, mergulhou três velas em fósforo branco. As velas espontaneamente se acenderam após aproximadamente 20 minutos por conta das propriedades do material em contato com o ar. De acordo com o site de Kalopoulos:
| “ | Se o fósforo for dissolvido num solvente orgânico apropriado, a autoignição é atrasada até o ponto que o solvente tenha se evaporado completamente. Repetidos experimentos mostraram que a ignição pode ser atrasada por meia-hora ou mais, dependendo da densidade da solução e do solvente empregado. | ” |

Kalopoulos também nota que as reações químicas desta natureza já eram bem conhecidas nos tempos antigos, citando Estrabão, que relatou que "Na Babilônia, havia dois tipos de nafta, a branca e a negra. A nafta branca é a que se acende em fogo". Ele afirma ainda que o fósforo teria sido utilizado pelos magos caldeus no início do século V a.C. e pelos antigos gregos, da mesma forma que ele é utilizado hoje pelo patriarca de Jerusalém.
O cético russo Igor Dobrokhotov analisou em profundidade as evidências em seu website, incluindo as fontes antigas e fotos e vídeos modernos. Ele e outros críticos, incluindo o pesquisador russo ortodoxo Nikolay Uspensky, Dr. Aleksandr Musin da Sorbonne e alguns Velhos Crentes citam trechos dos diários do bispo Porphyrius (Uspensky) (1804–1885) que afirma que o clero de Jerusalém sabia que o Fogo Sagrado seria fraudulento.
Porphyrius era um arquimandrita russo ortodoxo que foi enviado numa missão oficial de pesquisa a Jerusalém e a outros lugares (Egito, Monte Atos). Enquanto ele esteve em Jerusalém, ele esteve com a missão russa local e, após retornar ao Império Russo, ele foi consagrado bispo da diocese de Kiev.